# La Madone Sixtine (Dalí)
La Madone Sixtine est une huile sur toile peinte par Salvador Dalí en 1958. C'est un jeu optique complexe permettant de voir une toile abstraite, une réplique de la Madone Sixtine de Raphaël ou une oreille géante. Le peintre était alors en pleine période de mysticisme nucléaire, théorie qui liait entre autres, la spirale logarithmique, la Vierge Marie et la théorie nucléaire.

## Contexte
En 1958, lors de la réalisation de cette toile, Dali avait achevé sa conversion du « Dalí de la psychanalyse » pour le « Dalí de la physique nucléaire ». Il avait décuplé sa virtuosité technique, intensifié son intérêt pour les effets optiques et enfin avait réalisé son retour à la foi catholique. Ses recherches sur les proportions classiques le menèrent à « sublimer toutes les expériences révolutionnaires de [son] adolescence dans la grande tradition mystique et réaliste de l'Espagne ». Il avait alors déjà publié son manifeste mystique où il expliquait les tenants et aboutissants de son mysticisme nucléaire et signé ses premières toiles corpusculaires dont la Madone Sixtine est une représentante. Il lia catholicisme et physique des particules en expliquant les Élévations — de la Vierge, de Jésus — par la force des anges, dont les protons et neutrons seraient des vecteurs, des éléments angéliques. La spirale logarithmique était un autre aspect de cette théorie qui expliquait la chasteté de la Vierge.
La toile fut réalisée en 1958 alors que l'artiste était en pleine période de mysticisme nucléaire. De plus, la renaissance fut toujours l'une de ses principales sources d'inspiration. Il utilisa tous ces éléments dans cette toile pour réaliser un chef-d'œuvre.
En 1959, André Breton organisa une exposition nommée Hommage au surréalisme pour célébrer les quarantième anniversaire de ce mouvement. Cette exposition rassembla des œuvres de Dalí, Joan Miró, Enrique Tábara et Eugenio Granell. Breton s'opposa fermement à l'inclusion de la Madone Sixtine de Dalí à l'exposition surréaliste internationale de New York l'année suivante.

## Description
Conformément à la théorie nucléaire qui présuppose une discontinuité fondamentale de la matière pour former un ensemble cohérent, Dali compose sa toile avec des éléments n suspension complètement discontinus. Bien qu'il eût utilisé cette technique dans d'autres toiles de cette période telle que Galatée aux sphères, celle-ci en diffère par la taille des éléments atomiques. Ce sont des cubes de couleurs grises quasi pointillistes. À distance, ceux-ci permettent de voir la Vierge de Raphaël, qui est à la fois une référence chrétienne et de la renaissance. Enfin, à plus grande distance, cette vierge apparaît dans une oreille, structure naturelle qui reprend la forme d'une spirale logarithmique.

Dali englobe cette toile dans ses recherches sur l'« espace-temps » et il la décrit comme 

« Une peinture presque grise qui, vue de près, est abstraite, et vue à deux mètres, devient la Madone Sixtine de Raphaël, alors qu’à quinze mètres, apparaît l’oreille d’un ange peinte avec de l’anti-matière, et mesurant un mètre et demi »